# Nandus andrewi
Nandus andrewi és una espècie de peix pertanyent a la família Nandidae.

## Descripció
- Pot arribar a fer 12,5 cm de llargària màxima.
- És de color blanc blavós pàl·lid.
- 12-14 espines i 11-14 radis tous a l'aleta dorsal i 3 espines i 7-8 radis tous a l'anal.
- Difereix de Nandus nebulosus, Nandus oxyrhynchus i Nandus prolixus per tindre una taca negra al peduncle caudal i 45-52 escates a la línia lateral (contra 24-37 d'aquells).[2][3]

## Hàbitat
És un peix d'aigua dolça, bentopelàgic i de clima tropical (23°N-22°N i 88°E-89°E).

## Distribució geogràfica
Es troba a Àsia: riu Ichamati (afluent del riu Hooghly, conca del riu Ganges).

## Observacions
És inofensiu per als humans.